# Anning Xilu
Anning Xilu (kinesiska: 安宁西路) ("Västra Anning") är ett stadsdelsdistrikt i nordvästra Kina. Det ligger i stadsdistriktet Anning i provinshuvudstaden Lanzhou i provinsen Gansu.